# Ligaria clara
Ligaria clara es una especie de mantis de la familia Mantidae.

## Distribución geográfica
Se encuentra en el Senegal.